# Páleč
Páleč (voorheen: Velký Páleč - Duits: Gross Paletsch of Großpaltz) is een Tsjechische gemeente in de regio Midden-Bohemen en maakt deel uit van het district Kladno. Het dorp ligt op 10 km afstand van Slaný.
Páleč telt 221 inwoners (2023).

## Geschiedenis
De eerste schriftelijke vermelding van het dorp dateert van 1316. Er was een fort in het dorp, waar een lokale edelman woonde. In de eerste helft van de 14e eeuw behoorde ten minste een deel van het dorp toe aan bisschop Jan van Dražice, die het schonk aan het nieuw gestichte klooster van de Augustijnen in Roudnice nad Labem. Laatstgenoemd dorp had tevens het patronaatsrecht op de plaatselijke kerk, die op zijn laatst in 1338 werd gebouwd. Na de Hussietenoorlogen kwam het dorp in handen van de Boheemse heersers. In de 16e eeuw werd het dorp van keizer Ferdinand I aangekocht door de adellijke familie Hrobčičtí z Hrobčic, die het tot 1623 in bezit had. Het fort verdween tijdens de Dertigjarige Oorlog. In 1928 waren de gemetselde funderingen van het voormalige fort nog zichtbaar. Ze waren ongeveer 40 meter breed en 36 meter lang.
Een van de belangrijkste figuren in de geschiedenis van het dorp is Štěpán z Pálče, zoon van de plaatselijke heer, die bevriend was met Jan Hus. Tijdens hun studie gingen ze samen op vakantie naar Pálč. Ook werkten zij samen aan de Karelsuniversiteit in Praag, waar ze lid waren van de Hervormingspartij. De twee raakten betrokken in een geschil nadat Hus zich had uitgesproken tegen de verkoop van aflaten in Praag, afgekondigd door Tegenpaus Johannes XXIII. Páleč koos vervolgens de kant van de aanklagers in het proces tegen Hus en nam zo deel aan diens veroordeling. Hij kon daardoor niet in Bohemen blijven en stierf in ballingschap in Polen.
Sinds 1960 is Páleč een zelfstandige gemeente binnen het district Kladno.

## Verkeer en vervoer

### Autowegen
Er leiden regionale wegen naar het dorp.

### Spoorlijnen
Er is geen spoorlijn of station in het dorp. De dichtstbijzijnde stations zijn Zlonice en Vrbičany, beide op 4 km afstand van Páleč. Die stations liggen aan spoorlijn 110 Kralupy nad Vltavou - Slaný - Louny.

### Buslijnen
Er is één gelijknamige bushalte in het dorp. Die wordt bediend door lijn 590 Vraný - Nové Strašecí van ČSAD Slaný.

## Bezienswaardigheden
- Kerk van de Geboorte van de Maagd Maria;
- Kruis op het dorpsplein.

## Galerĳ

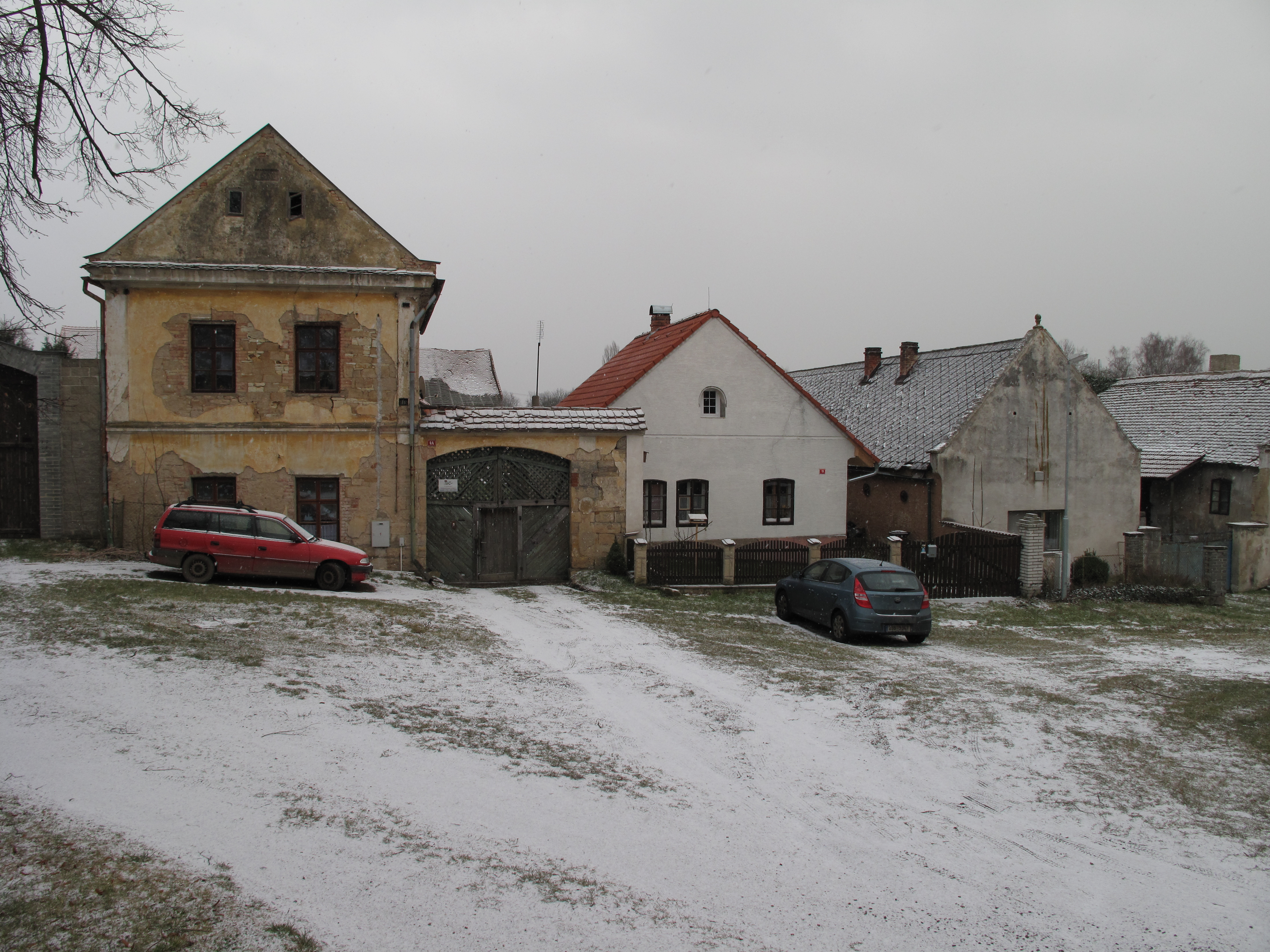
Huizen in het dorp
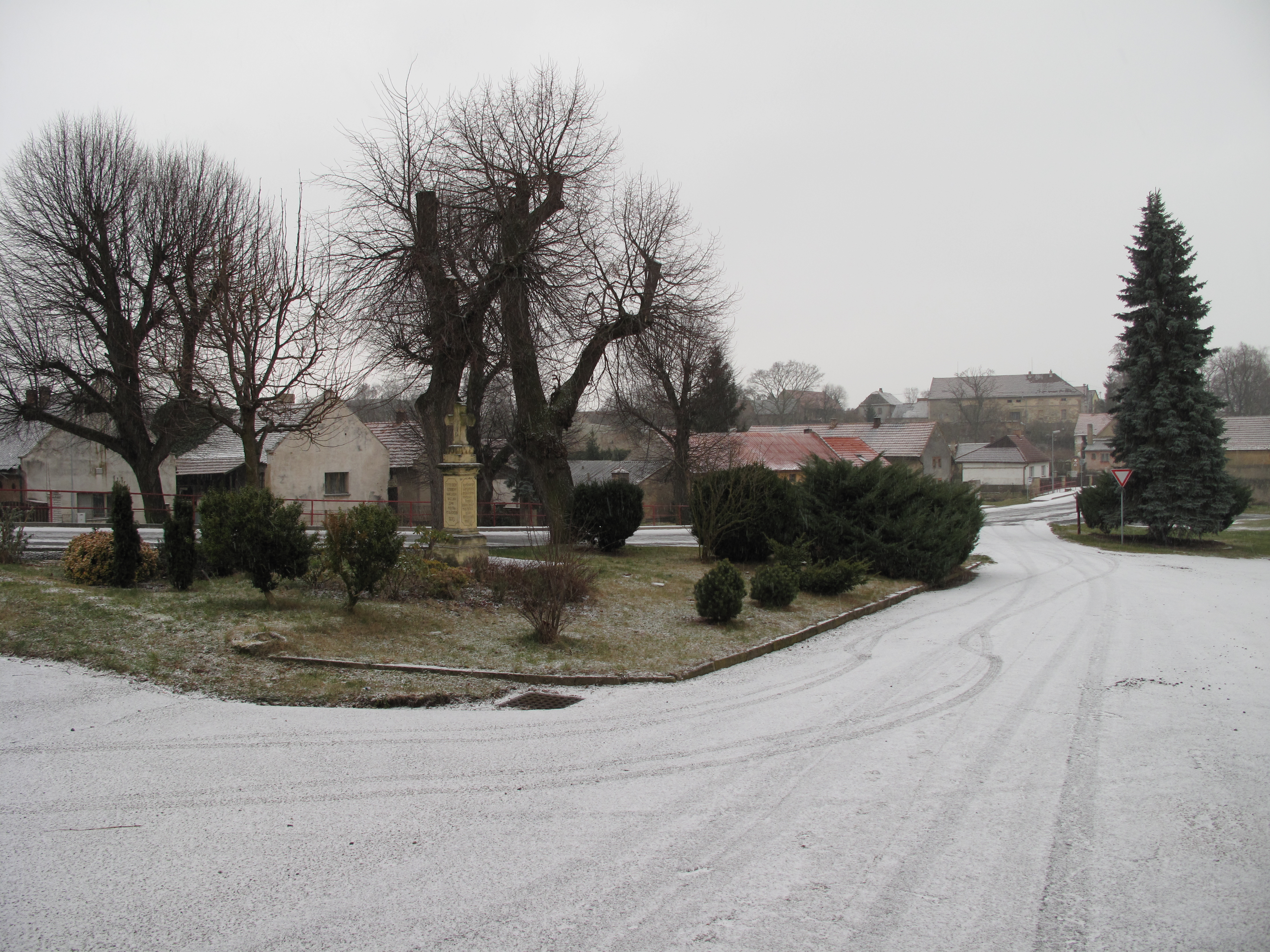
Dorpsplein
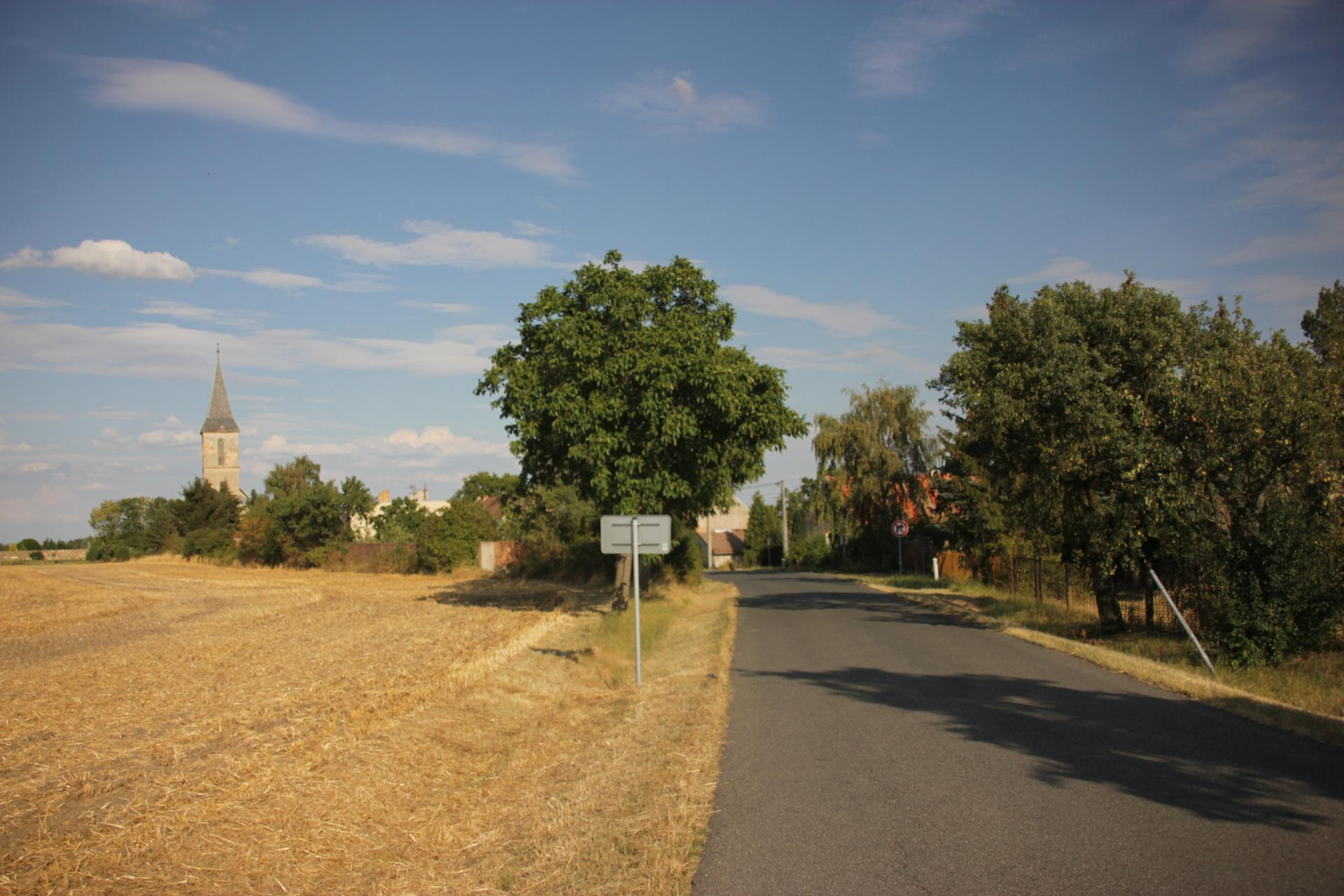
Toegang tot het dorp
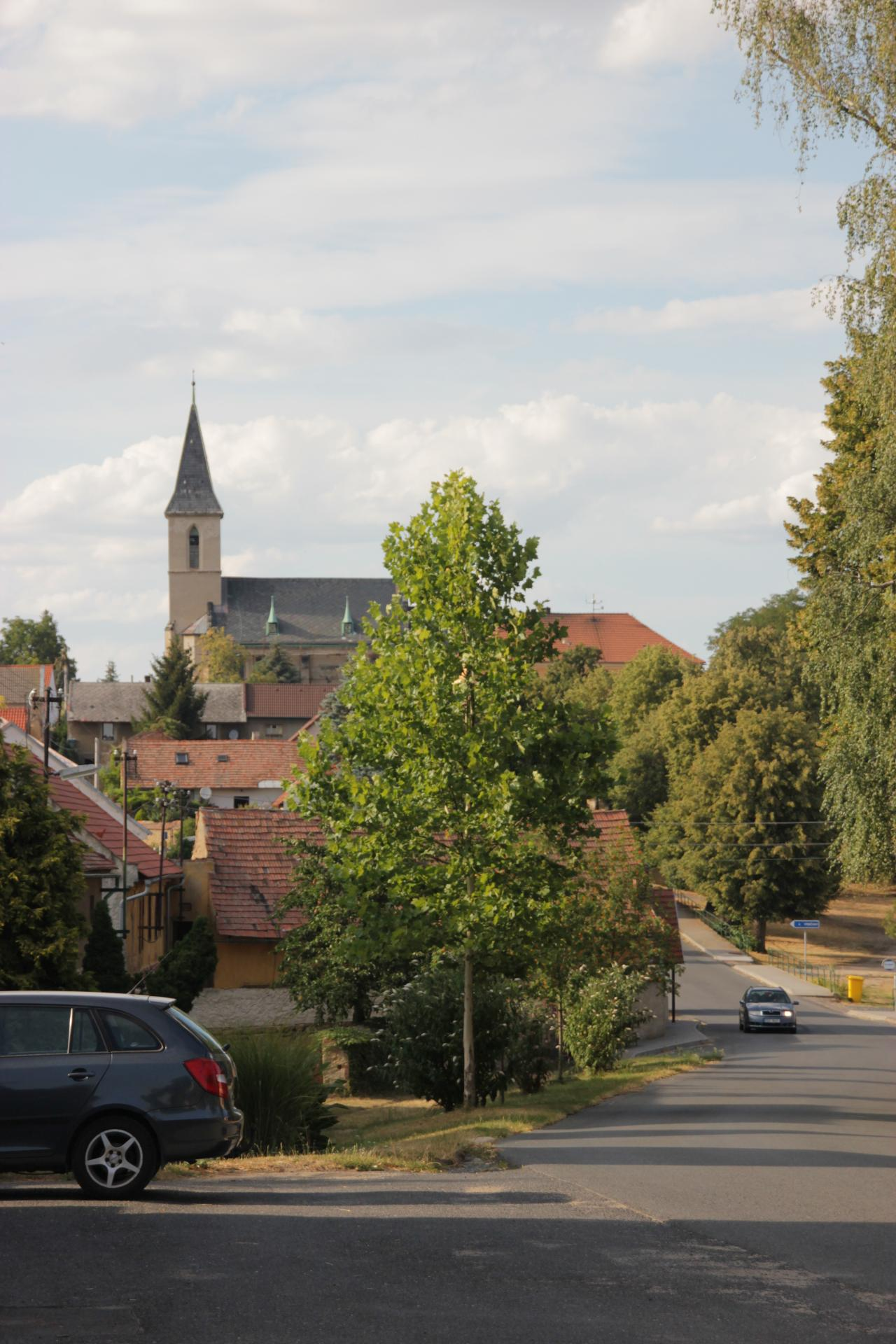
Dorpsgezicht met kerk
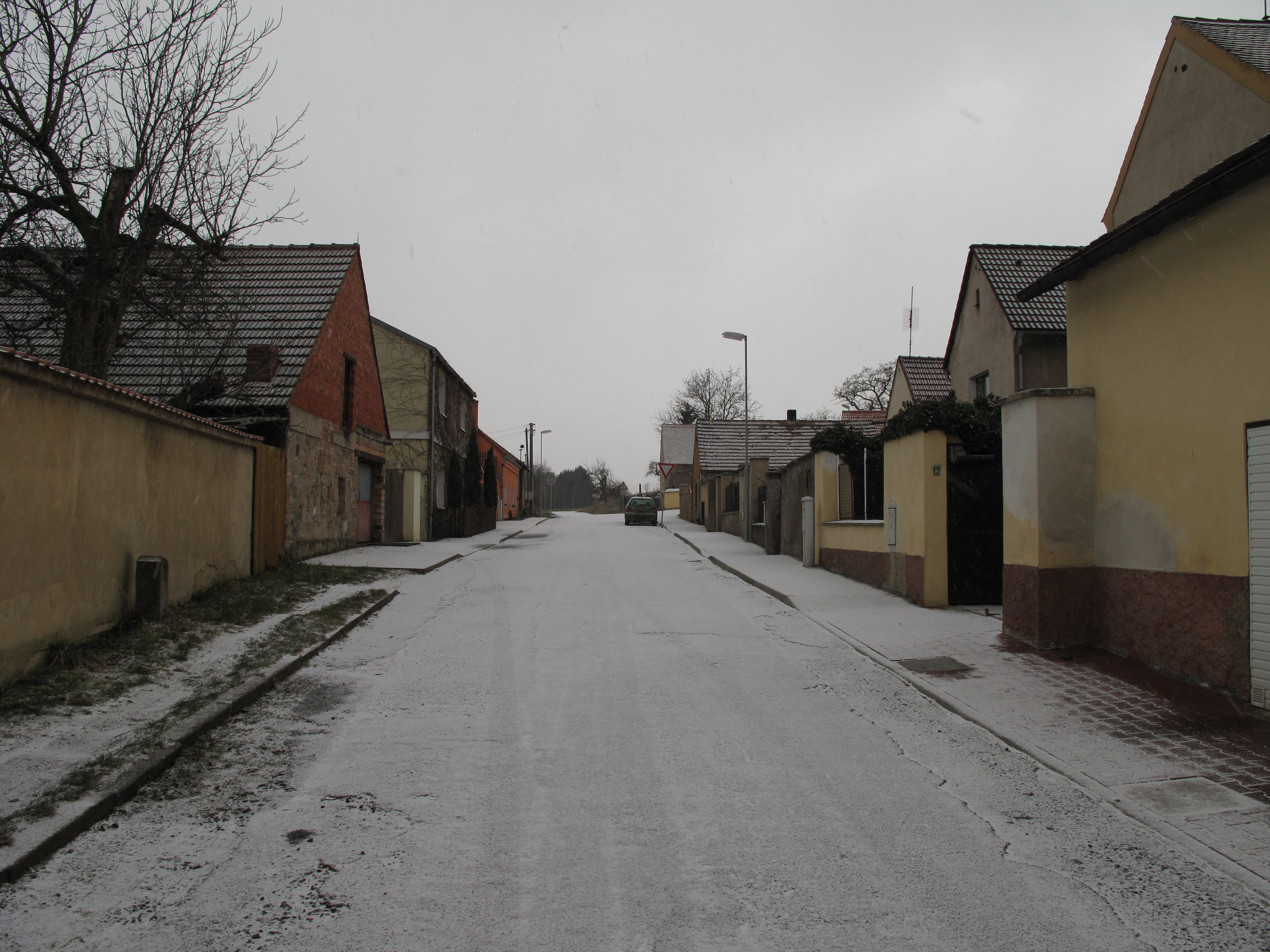
Straat in Páleč
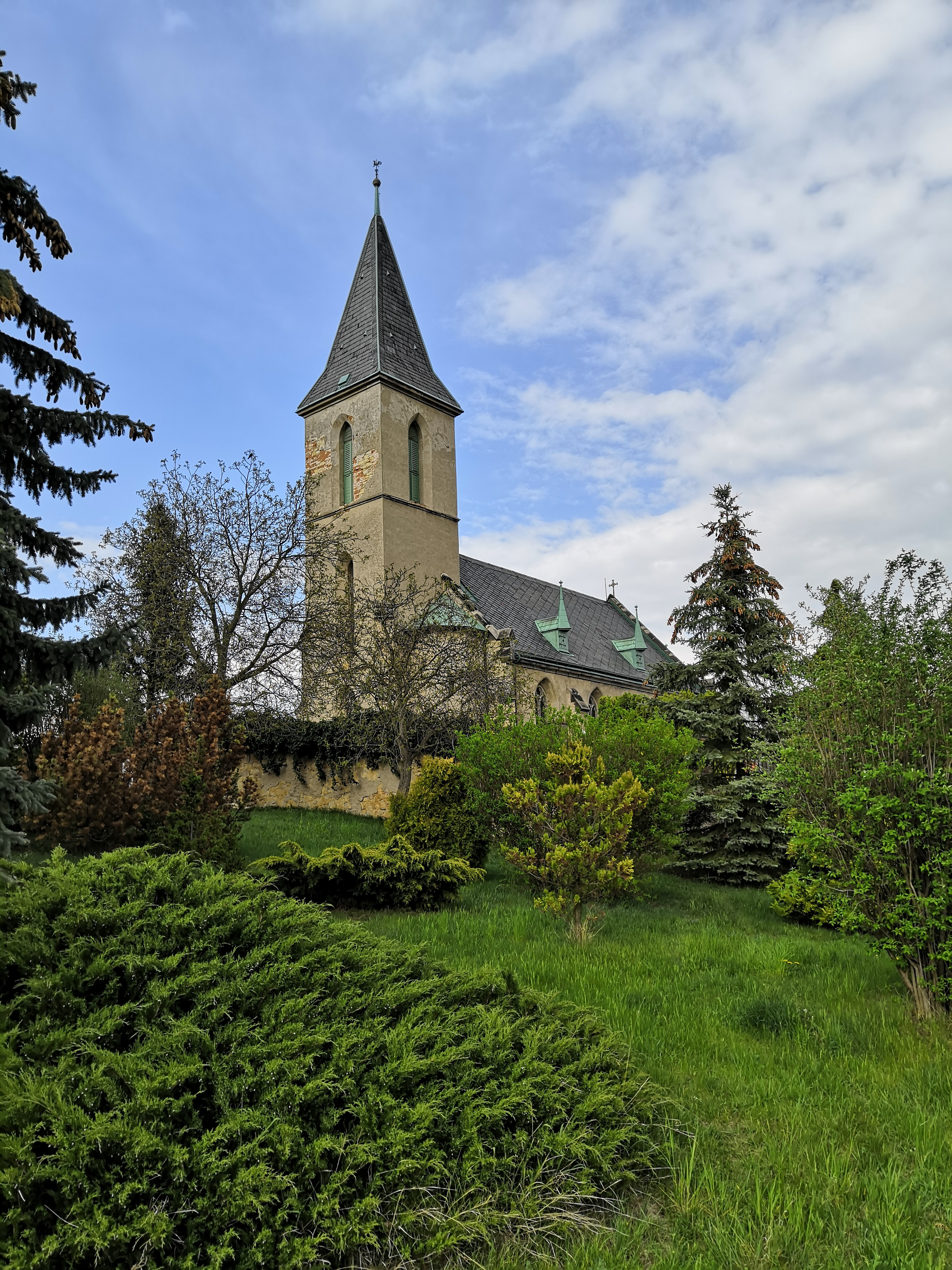
Kerk van de Geboorte van de Maagd Maria